# Through Glass
"Through Glass" é uma canção escrita e gravada pela banda Stone Sour.
É o segundo single do segundo álbum de estúdio lançado a 31 de Julho de 2006, Come What(ever) May.

## Paradas
| Ano  | Parada                     | Posição |
| ---- | -------------------------- | ------- |
| 2006 | Billboard Adult Pop Songs  | 12      |
| 2006 | Billboard Digital Songs    | 38      |
| 2006 | Hot Mainstream Rock Tracks | 1       |
| 2006 | Alternative Songs          | 2       |
| 2006 | Billboard Pop Songs        | 33      |
| 2006 | Pop 100 Airplay            | 34      |
| 2006 | Billboard Hot 100          | 39      |
| 2006 | Mainstream Top 40          | 23      |

## Vídeoclipe
O vídeo para "Through Glass", foi escrito e realizado por Tony Petrossian. Tem lugar num dos mais artificais cenários: a forma Hollywodesca das pessoas e sentimentos, onde a busca pela cultura das celebridades e o consumo desenfreado que distrai as pessoas sobre o que elas devem ser.